# خوان هيلاريو ماريرو
خوان هيلاريو  ماريرو بيريز (8 ديسمبر 1905 – 1989) لاعب كرة قدم إسباني راحل كان يجيد اللعب في خط الهجوم .

## مسيرته المهنية
لعب طوال مسيرته الرياضية في أندية بورتينو (1922-1925) فيكتوريا (1925-1928) ديبورتيفو لاكورونيا (1928-1931) ريال مدريد (1931-1936) فالنسيا (1936-1939) برشلونة (1939-1940) ديبورتيفو لاكورونيا (1940-1942) إلتشه (1942-1943).

## مع منتخب إسبانيا
مثل منتخب إسبانيا في مباراتين مسجلا هدف واحد (1931-1935). شارك مع منتخب إسبانيا في بطولة كأس العالم 1934 في إيطاليا حيث خرج من الدور الربع النهائي.

## بعد الاعتزال
تولى تدريب نادي ديبورتيفو لاكورونيا  (1939-1941)، (1945-1946)، (1958-1959).

## وصلات خارجية
- خوان هيلاريو ماريرو على موقع الاتحاد الدولي (مؤرشف)  (الإنجليزية)
- خوان هيلاريو ماريرو على موقع قاعدة بيانات كرة القدم.إي يو (الإنجليزية)
- خوان هيلاريو ماريرو على موقع قاعدة بيانات كرة القدم.إي يو (الإنجليزية)
- خوان هيلاريو ماريرو على موقع ناشيونال فوتبول تيمز (الإنجليزية)
- خوان هيلاريو ماريرو على موقع Soccerway.com (الإنجليزية)
- خوان هيلاريو ماريرو على موقع عالم كرة القدم.نت (الإنجليزية)
- سيرة ذاتية